# 帯広市立稲田小学校
帯広市立稲田小学校（おびひろしりつ いなだしょうがっこう）は、北海道帯広市に所在する公立小学校。

## 生徒
- 生徒数 - 567人
  - 1年生 - 114人
  - 2年生 - 94人
  - 3年生 - 83人
  - 4年生 - 92人
  - 5年生 - 89人
  - 6年生 - 95人
  - 特別支援学級（内数）- 42人

2019年（令和元年）5月1日現在

## 進学先中学校
- 帯広市立南町中学校

2016年（平成28年）5月1日現在